# Alta marea (romanzo)
Alta marea è un romanzo pubblicato nel 1997 dallo scrittore statunitense Clive Cussler.

## Trama
In questa storia il nemico di Dirk Pitt si chiama Qin Shang, contrabbandiere cinese che ha fondato il proprio impero sul traffico di droga, armi e di immigrazione illegale di uomini. Qin Shang sta cercando con tutte le sue forze di multimilionario (con molti collegamenti alla politica) un misterioso relitto, che pare contenere reperti artistici dell'antica Cina, e forse resti del prezioso Uomo di Pechino. Più in là nella trama Dirk Pitt scopre inoltre che Qin Shang ha costruito un'enorme installazione portuale, in una zona lontana da qualsiasi rotta che possa interessare scambi commerciali. In questo romanzo appare per la prima volta il personaggio del capitano Juan Cabrillo, protagonista della serie Oregon Files.

## Edizioni
- Clive Cussler, Alta marea, traduzione di Lidia Perria, collana La Gaja Scienza, Longanesi, 4 settembre 1998,  p. 586, ISBN 9788830414679.
- Clive Cussler, Alta marea, traduzione di Lidia Perria, teadue, TEA, 2000,  p. 580, ISBN 9788878187504.
- Clive Cussler, Alta marea, traduzione di Lidia Perria, Best TEA, TEA, 2009,  p. 495, ISBN 9788850219728.
- Clive Cussler, Alta marea, traduzione di Lidia Perria, Best TEA, TEA, 2015,  p. 581, ISBN 9788850238378.
- Clive Cussler, Alta marea, traduzione di Lidia Perria, TEA più, TEA, 11 luglio 2019,  p. 584, ISBN 9788850254583.